# Сесилия Джемисън
Сесилия Джемисън (на английски: Cecilia Viets Jamison), фамилия по баща Дейкин (Dakin) и по първи съпруг Хамилтън (Hamilton), е американска писателка, авторка на произведения в жанра драма.

## Биография и творчество
Родена е като Сесилия Виет Дейкин (Cecilia Viets Dakin) в гр. Ярмут, провиниця Нова Скотия, Канада, в семейството на Орландо и Мери Дейкин през 1837 г. Има 3 сестри. Израства в Бостън, учи в частни училища в Канада, Бостън и Ню Йорк, а след това следва в Париж.
След дипломирането си работи като журналист и художник в Бостън, където се запознава с първия си съпруг Джордж Хамилтън (George Hamilton). Скоро след брака си през 1860 г. се премества в Рим, където в продължение на 3 години изучава портретна живопис. Там се запознава с поета Хенри Лонгфелоу и сама започва да пише.
Първият ѝ роман „Something To Do“ е издаден през 1871 г. и представя живота на работещите жени. След завръщането си в САЩ поддържа ателиета в Бостън и Ню Йорк. Продължава да пише романи, разкази и статии за популярни списания.
През 1878 г. се жени за адвоката Самуел Джемисън (Samuel Jamison). Живеят в Тибодо, щ. Луизиана, а през 1887 г. се установяват в Ню Орлиънс. Двамата нямат деца.
Най-големия си успех постига с книгите си „Лейди Джейн“ и „Филип и Деа“, които са сантиментални истории за сираци.
След смъртта на съпруга си през 1902 г. се връща в Бостън. Умира в кв. Роксбъри, гр. Бостън, щ. Масачузетс на 11 април 1909 г.

## Произведения
- Something To Do (1871)
- Woven of Many Threads (1871)
- A Crown From The Spear (1872)
- Ropes of Sand (1873)
- My Bonnie Lass (1877)
- The Story of an Enthusiast (1888)
- Lady Jane (1889)
Историята на малката леди Джен, изд. „Т. Ф. Чипев“ (1931), прев. 
Лейди Джейн, изд. „Спорт : Пеликан прес“ (1992), прев.
- Toinette's Philip (1894)
Сирачето, изд. „Ив. Коюмджиев“ (1941), прев. 
Филип и Деа, изд. „Веда Словена“ (1992), прев. Тотка Ненова
- Seraph (1896)
- Thistledown (1903)
- The Penhallow Family (1905)